# Cárdenas kommun, Tabasco
Cárdenas är en kommun i Mexiko.   Den ligger i delstaten Tabasco, i den sydöstra delen av landet, 600 km öster om huvudstaden Mexico City. Arean är 2 112 kvadratkilometer.
Terrängen i Cárdenas är platt.
Följande samhällen finns i Cárdenas:
- Cárdenas
- Santa Rosalía
- Melchor Ocampo
- Poblado C-33 20 de Noviembre
- Poblado C-11 José María Morelos y Pavón
- Poblado C-21 Licenciado Benito Juárez García
- Santana 2da. Sección B
- Habanero 1ra. Sección
- La Península
- Encrucijada 3ra. Sección
- Benito Juárez
- Miguel Hidalgo 2da. Sección B
- Carlos Alberto Wilson Gómez
- Santana 5ta. Sección
- Río Seco 2da. Sección C
- Azucena 3ra. Sección
- Bajío 1ra. Sección A
- El Golpe
- Las Coloradas 2da. Sección
- Sección 10 de Azucareros
- Luis Donaldo Colosio Murrieta
- Rubén Jaramillo Lazo
- Celia González de Rovirosa
- El Barí 1ra. Sección
- Azucenita 1ra. Sección B
- De los Santos
- Encrucijada 4ta. Sección B
- El Parnaso
- Francisco Trujillo Gurría
- El Mingo
- Las Nuevas Esperanzas
- Azucena 7ma. Sección
- Ignacio Zaragoza
- El Alacrán
- El Jobo
- Nueva Zelandia
- General Francisco Villa
- Arroyo Hondo
- Habanero 2da. Sección
- Naranjeño 1ra. Sección
- Ojoshal
- San Rafael
- Las Calzadas
- Las Limas
- Santa Isidra
- Santuario 4ta. Sección
- 27 de Febrero
- La Esperanza
- Santuario 5ta. Sección Buena Vista
- Cuauhtémoc
- Ampliación Carrizal
- El Chocho
- 5 de Mayo
- Cuauhtemoczín 2da. Sección
- Juan Escutia
- Poza Redonda 4ta. Sección
- Río Seco 1ra. Sección